# Another Century's Episode R
Another Century's Episode R (アナザーセンチュリーズエピソード R?, Anazā Senchurīzu Episōdo R), a volte abbreviato in A.C.E. R, è un videogioco d'azione/sparatutto in terza persona prodotto dalla Banpresto/Namco Bandai e sviluppato dalla FromSoftware per Sony Playstation 3 il 19 agosto 2010. Another Century's Episode: R è il primo titolo della serie Another Century's Episode a ricevere il visto "B" da parte del CERO.

## Serie presenti nel gioco
- Super Dimension Century Orguss
- Mobile Suit Z Gundam
- Mobile Suit Gundam: Il contrattacco di Char
- Mobile Suit Crossbone Gundam
- Mobile Suit Gundam SEED Destiny
- Full Metal Panic!
- Overman King Gainer
- Code Geass: Lelouch of the Rebellion R2
- Aquarion
- Macross Zero
- Macross Frontier
- Super Robot Wars Original Generations
- Armored Core: Master of Arena/Armored Core 2: Another Age

## Altri titoli della serie
- Another Century's Episode (2005)
- Another Century's Episode 2 (2006)
- Another Century's Episode 3 (2010)
- Another Century's Episode Portable (2011)